# Mario (медиафраншиза)
Mario (рус. Марио) — крупная медиафраншиза, в которую входят множество серий видеоигр, разработанных Nintendo. Является одной из самых больших серий за историю индустрии компьютерных развлечений. Игры основной серии выполнены в жанре платформера, главным героем в них является американский водопроводчик итальянского происхождения Марио. Серия также имеет множество ответвлений (спин-оффов) и игр в других жанрах, в некоторых из них главными героями являются прочие персонажи серии. Также в медиафраншизу входят телевизионные шоу, комиксы, фильм 1993 года, анимационный фильм 2023 года и тематический парк Super Nintendo World.

## История

### Появление
| 1981 | Donkey Kong                          |
| 1982 |                                      |
| 1983 | Mario Bros.                          |
| 1984 |                                      |
| 1985 | Super Mario Bros.                    |
| 1986 | Super Mario Bros.: The Lost Levels   |
| 1987 |                                      |
| 1988 | Super Mario Bros. 2                  |
| 1988 | Super Mario Bros. 3                  |
| 1989 | Super Mario Land                     |
| 1990 | Super Mario World                    |
| 1991 |                                      |
| 1992 | Super Mario Land 2: 6 Golden Coins   |
| 1993 | Super Mario All-Stars                |
| 1994 | Wario Land: Super Mario Land 3       |
| 1995 | Super Mario World 2: Yoshi’s Island  |
| 1996 | Super Mario 64                       |
| 1997 |                                      |
| 1998 |                                      |
| 1999 |                                      |
| 2000 |                                      |
| 2001 |                                      |
| 2002 | Super Mario Sunshine                 |
| 2003 |                                      |
| 2004 |                                      |
| 2005 |                                      |
| 2006 | New Super Mario Bros.                |
| 2007 | Super Mario Galaxy                   |
| 2008 |                                      |
| 2009 | New Super Mario Bros. Wii            |
| 2010 | Super Mario Galaxy 2                 |
| 2011 | Super Mario 3D Land                  |
| 2012 | New Super Mario Bros. 2              |
| 2012 | New Super Mario Bros. U              |
| 2013 | Super Mario 3D World                 |
| 2014 |                                      |
| 2015 | Super Mario Maker                    |
| 2016 | Super Mario Run                      |
| 2017 | Super Mario Odyssey                  |
| 2017 | Mario + Rabbids Kingdom Battle       |
| 2018 |                                      |
| 2019 | New Super Mario Bros. U Deluxe       |
| 2019 | Super Mario Maker 2                  |
| 2020 | Super Mario 3D All-Stars             |
| 2021 | Super Mario 3D World + Bowser's Fury |
| 2022 | Mario + Rabbids Sparks of Hope       |
| 2023 | Super Mario Bros. Wonder             |

Персонаж Марио впервые появился в игре для игрового автомата Donkey Kong 1981 года, где он являлся главным героем, носил имя Джампмен (англ. Jumpman, в буквальном переводе Прыгун) и был плотником. Впоследствии эта игра получила ряд продолжений и стала отдельной серией игр, разрабатывавшейся компаниями Nintendo и Rare Ltd.
Первой игрой с водопроводчиком по имени Марио в качестве главного героя и с использованием его имени в названии стала Mario Bros., выпущенная в 1983 году также для игрового автомата. Она представляла собой одноэкранный платформер. В ней впервые появился персонаж Луиджи, брат Марио. Эта игра была портирована на ряд домашних компьютеров и игровых консолей того времени.

### Становление
Окончательно концепция игр серии сформировалась в игре Super Mario Bros., вышедшей в конце 1985 года эксклюзивно для игровой консоли Nintendo Entertainment System. Игра стала платформером с горизонтальной прокруткой экрана. В ней впервые было показано место действия игр серии — Грибное королевство, впервые появились некоторые противники и персонажи, такие как Принцесса Пич и Тоад. В игре было восемь уровней-миров, каждый из которых состоял из четырёх подуровней. Герой получил возможность разбивать кирпичные блоки, получать призы, выбиваемые ударом кулаком по специальным блокам со знаком вопроса, а также собирать монеты, атаковать врагов с помощью прыжка на них сверху и метания в них огненных шаров (превращённый в Огненного Марио). Также появился сюжет, использовавшийся затем в ряде игр серии — герой должен был спасти похищенную принцессу и освободить Грибное Королевство от захвативших его черепах, называемых Купа. Каждый из миров заканчивался зоной в за́мке, в котором находилась похищенная принцесса, но после победы над боссом герой обнаруживал Тоада, сообщавшего игроку, что принцесса находится в другом за́мке.
Super Mario Bros. и большинство последующих игр серии выходили эксклюзивно для игровых консолей Nintendo. Однако были и исключения — в частности, при разработке невышедшего CD-привода для игровой консоли SNES компания Philips получила права на выпуск нескольких игр про Марио на мультимедийной системе Philips CD-i, а обучающая игра Mario is Missing! была издана в том числе и в варианте для DOS.
Продолжение игры было выпущено в Японии в 1986 году под названием Super Mario Bros. 2. Оно практически являлось набором новых, более сложных уровней для оригинальной игры. По причинам того, что для других детей не из Японии Super Mario Bros. 2 была сложна, в США вместо него под тем же названием в 1988 году была выпущена другая игра, являвшаяся переделкой японской игры Doki Doki Panic для Famicom Disk System. В игре были заменены главные герои, часть графики и музыка. Из за этого игра существенно отличается от других игр серии и имеет уникальных противников и игровые возможности. Эта версия игры в 1992 году была выпущена в Японии под названием Super Mario USA, а изначально выпущенное в Японии продолжение было издано в США в 1993 году в составе сборника Super Mario All-Stars для игровой консоли SNES, в котором оно получило новое название Super Mario Bros.: The Lost Levels.
Следующая игра серии, Super Mario Bros. 3, была выпущена в 1988 году в Японии, в 1990 году в США и в 1991 году в Европе. Перед выходом в США запись игрового процесса была показана в кинофильме The Wizard, что способствовало росту её популярности. Игра стала одной из наиболее продаваемых игр в истории компьютерных развлечений. На 1993 год было продано 4 миллиона копий игры в Японии и 7 миллионов копий в США, что принесло компании более 500 миллионов долларов прибыли. В 2008 году игра была занесена в Книгу рекордов Гиннесса как наиболее продаваемая отдельно от игровых консолей, проданная по всему миру в количестве 17,2 миллионов копий.
В 2015 году к 30-летию серии Марио для Wii U, а позже для Nintendo 3DS (тестовая версия) выпущена игра Super Mario Maker. Отличительной особенностью данной версии стала возможность создавать уровни и играть в уровни, созданные игроками по всему миру. Также игра включает в себя элементы из всех игр серии Марио (от Super Mario Bros. 1985 года до Super Mario Bros. Wii U 2012 года)
В конце 2016 года появилась самая первая мобильная игра для iOS, а позже для Android - Super Mario Run. Эта игра получила очень положительные оценки, также доступна в 150 странах мира. Персонаж бегает сам по себе и перепрыгивает через маленькие препятствия, но игрок должен контролировать, чтобы он прыгал и отталкивался от стен.

## Адаптации
Популярность серии привела к появлению сопутствующей продукции и адаптаций в другие медиаформаты.
В 1993 году по мотивам игры был снят полнометражный художественный фильм «Супербратья Марио». Он использовал название и главных персонажей игры, но имел собственный сюжет. Фильм внесён в Книгу рекордов Гиннесса как первая в истории экранизация видеоигры.
В 2005 году американский музыкант и видеоблогер Джонатан Манн написал сценарий и исполнил главную роль в рок-опере «The Mario Opera», основанной на серии видеоигр.
По мотивам игр серии также были выпущены комиксы и мультсериалы, как японские, так и американские.
В 2023 году выпущен анимационный фильм Братья Супер Марио в кино, созданный по мотивам серии видеоигр о Mario.

## Влияние на другие игры
В игре Dying Light есть секретная миссия, в которой нужно, ломая ящики и убивая зомби, достигнуть флага. За выполнение дают костюм, позволяющий парить над землёй короткое время. Отсылка к бонусу Raccoon Mario из Super Mario Bros. 3.